# مهد ذو الكفل يوسف
مهد ذو الكفل يوسف هو لاعب كرة قدم ماليزي في مركز الدفاع، ولد في 6 يناير 1982 في ماليزيا. لعب مع نادي برليس ‏.